# Luis Mansilla
Luis Mansilla Almonacid (Puerto Natales, Região de Magallanes e da Antártica Chilena, 26 de julho de 1986) é um ciclista chileno.

É um destacado sprinter no ciclismo de estrada, também tem destacado na pista onde em 2004, foi subcampeão do mundo em scratch na categoria júnior.
Também obteve medalhas de ouro e bronze nos Campeonatos Pan-Americanos de Ciclismo em Pista em 2007 e 2010 nas provas de scratch e omnium respectivamente, bem como também conseguiu 3 medalhas de prata integrando a quarteta chilena em perseguição por equipas em 2008, 2009 e 2010.
Em março de 2012 foi notificado de que na última Volta Ciclista de Chile, tinha arrojado dopagem positivo por eritropoietina (EPO) durante a 5.ª etapa. O corredor pediu a abertura da contraamostra que finalmente arrojou resultados negativos, libertando ao ciclista para seguir competindo.

## Palmarés
- 2006
  -     - 2 etapas da Volta Ciclista de Chile

- 2007
  - 1.º nos Campeonatos Pan-Americanos de Ciclismo em Pista, Scratch

- 2008
  - 1 etapa da Volta a Mendoza

- 2009
  - 1 etapa da Volta do Rio de Janeiro

- 2010
  - 3.º nos Campeonatos Pan-Americanos de Ciclismo em Pista, Omnium

- 2011
  - 2 etapas da Volta Ciclista de Chile, mais classificação da regularidade

- 2012
  - 2 etapas da Volta Ciclista de Chile, mais classificação da regularidade

- 2013
  - 3.º em Jogos Bolivarianos, Pista, Scratch 
  - 3.º em Jogos Bolivarianos, Pista, Perseguição por equipas

## Equipas
- TBanc Skechers (2011)
- Clos de Pirque Trek (2012)
- USM-Skechers (2013)
- PinoRoad (2014)